# Mańkowce (rejon barski)
Mańkowce (ukr. Маньківці) – wieś na Ukrainie, w obwodzie winnickim, w rejonie żmeryńskim (do 2020 r. w rejonie barskim).

## Zabytki

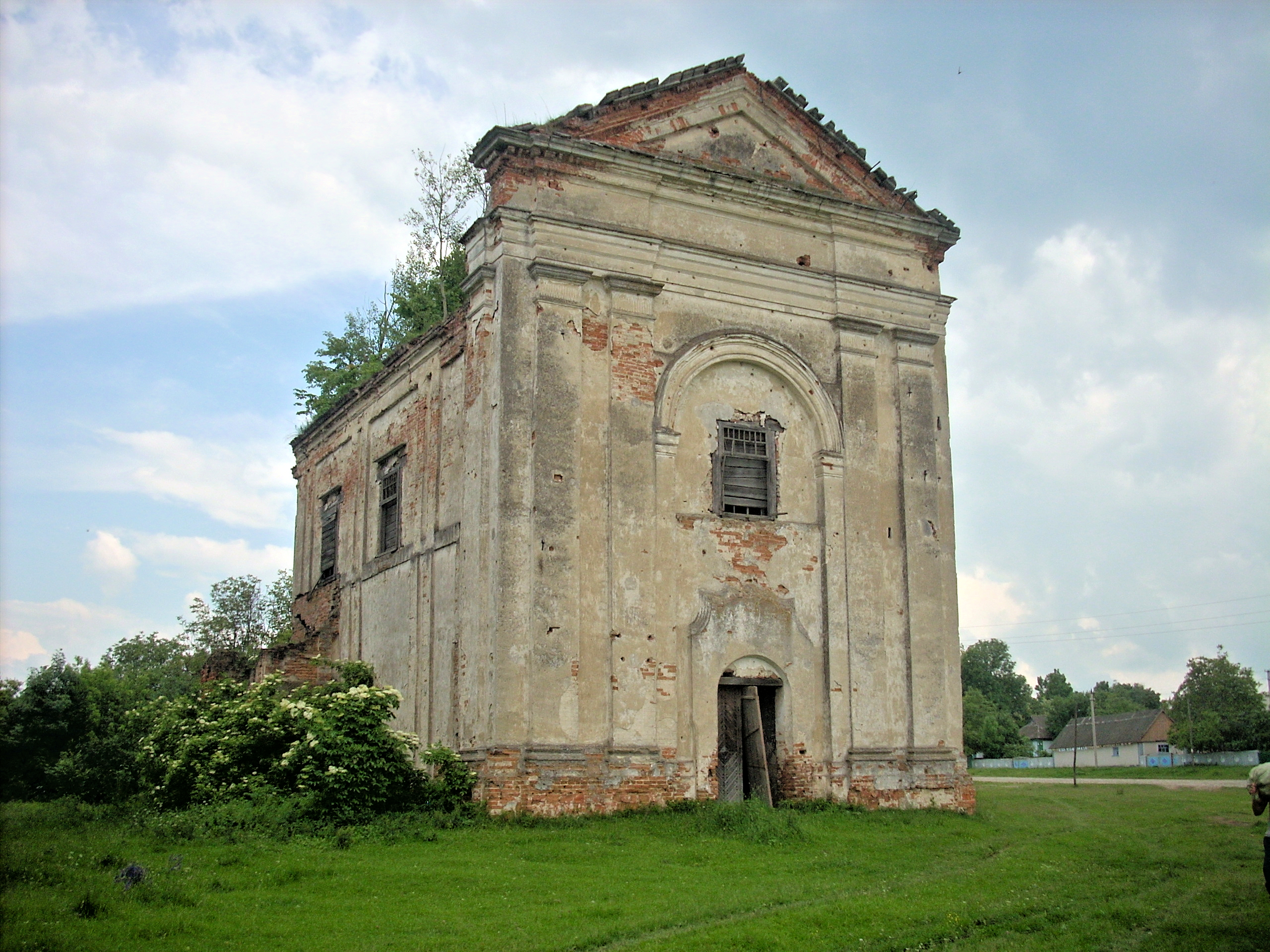
W latach 1786-1789 zbudowany został tu kościół parafialny pw. Świętej Trójcy[2]. Ufundował go Józef Dąbski, sędzia ziemski latyczowski[2]. Jego syn Ignacy Dąbski powiększył finansowanie kościoła[2]. Fasada jest zwieńczona  tympanonem. Kościół jest zaliczany do podobnej do siebie grupy kościołów o fasadach palladianizujących (obok kościoła Starej Kotelni, Toporach, trynitarzy w Łucku, Ostróżku Wielkim, św. Barbary w Berdyczowie, pijarów w Warszawie, Iwankowie)[2]. Obecnie kościół jest w ruinie.  - Ruiny kościoła Św. Trójcy w Mańkowcach
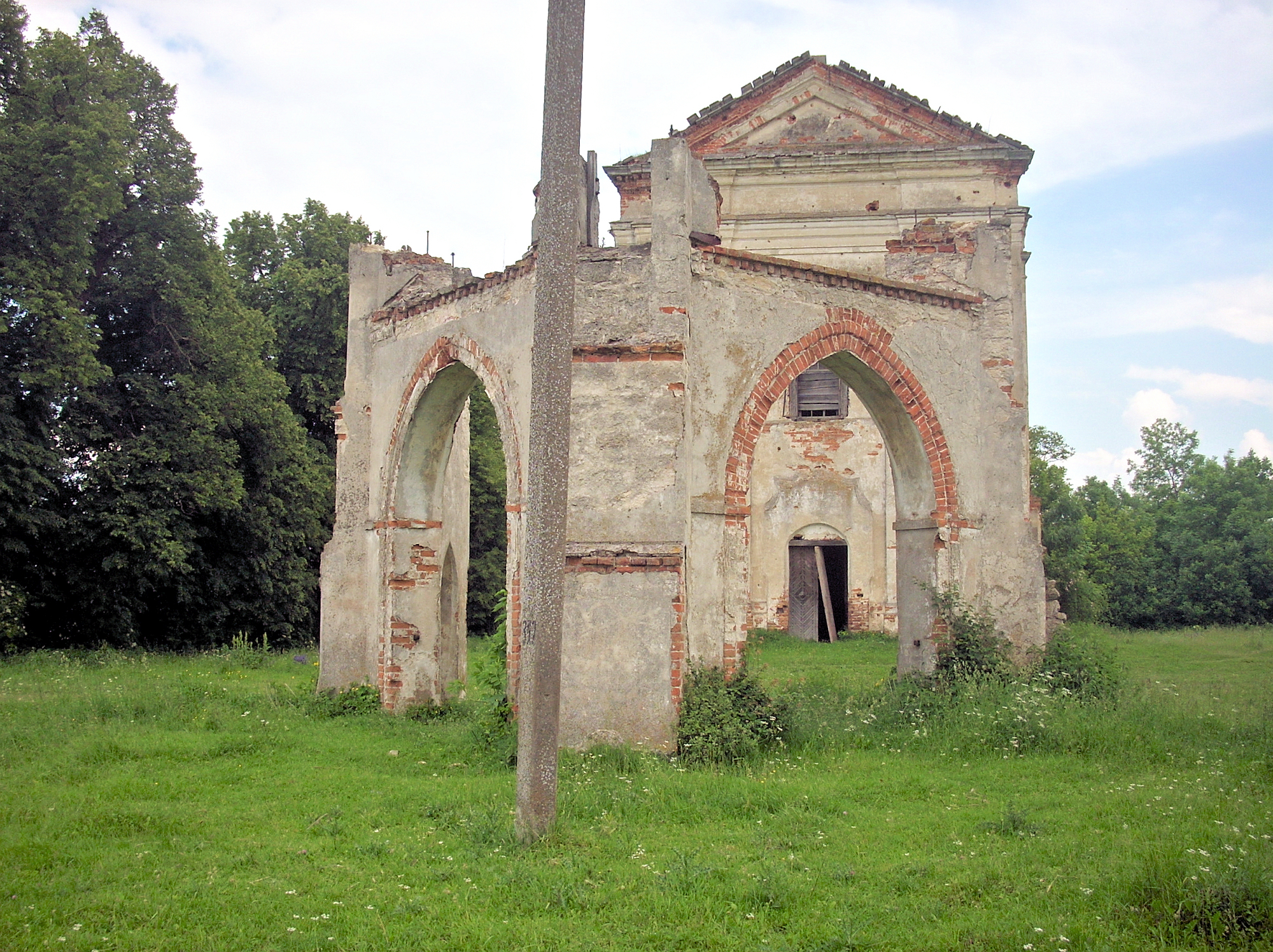
Ruiny kościoła Św. Trójcy w Mańkowcach
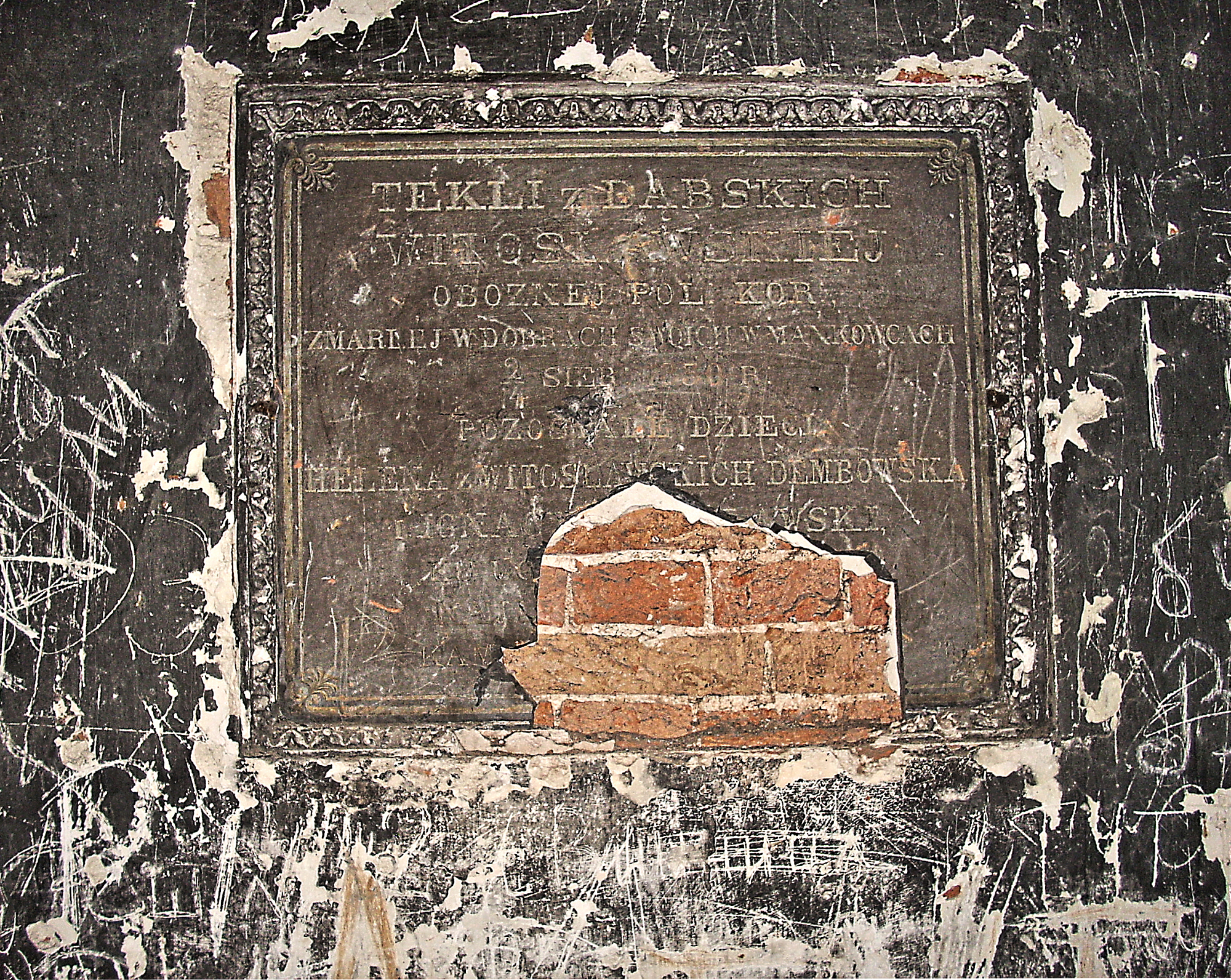
Tablica grobowa Tekli Witosławskiej w zrujnowanym kościele Św. Trójcy z Mańkowcach
  - Ruiny kościoła Św. Trójcy w Mańkowcach
  - Tablica grobowa Tekli Witosławskiej w zrujnowanym kościele Św. Trójcy z Mańkowcach